# محمد قدوح

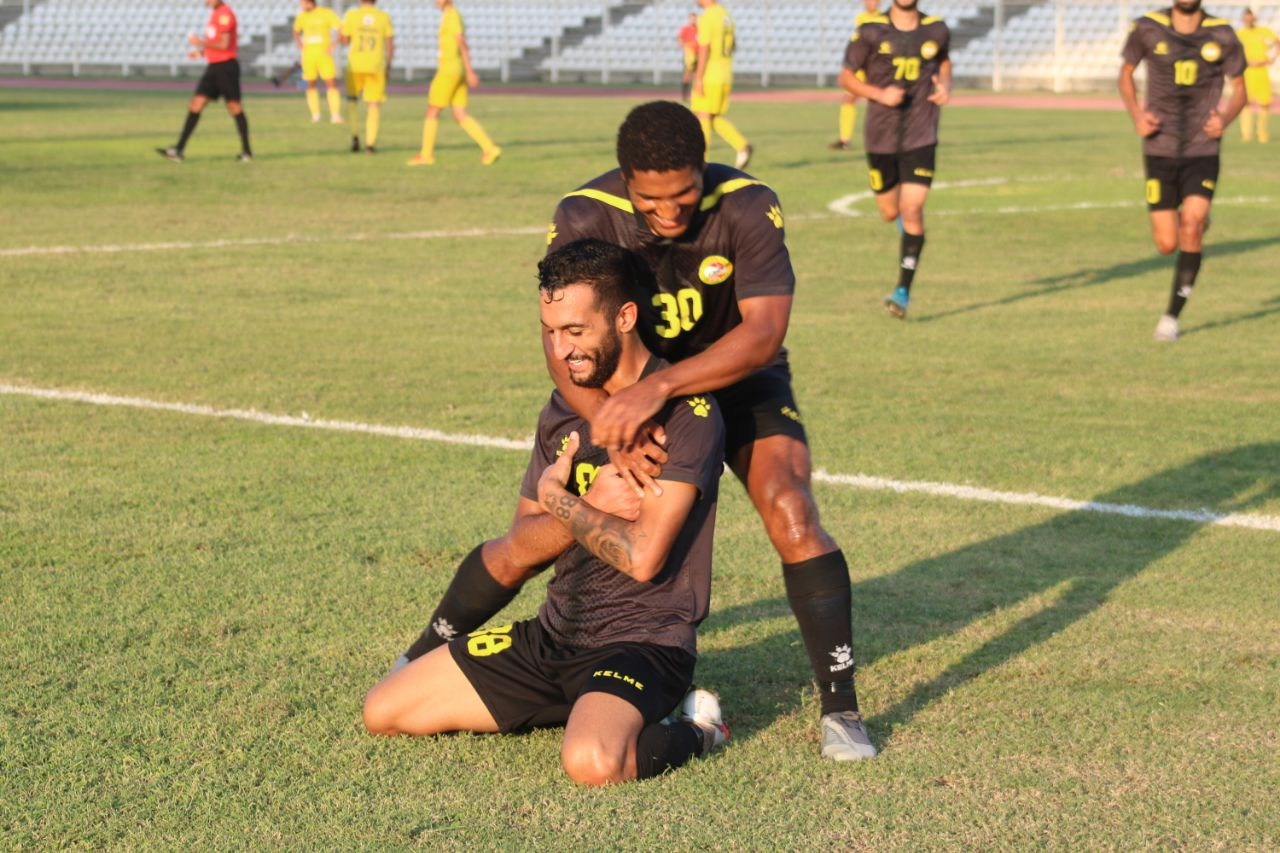
قدوح مع العهد في 2020 يحتفل بعد تسجيله هاتريك ضد نادي البرج.

محمد جلال قدوح (مواليد 10 يوليو 1997) هو لاعب كرة قدم لبناني يلعب حالياً في نادي الزوراء العراقي.
لعب سابقاً في نادي العهد ونادي يابلونتس ونادي باشوندارا كينغز البنغالي .

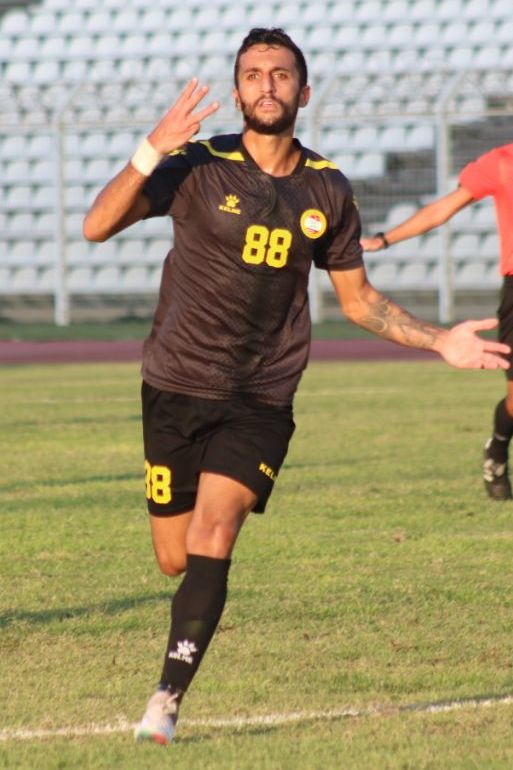
قدوح مع نادي العهد عام 2020.

## روابط خارجية
محمد قدوح على موقع قاعدة بيانات كرة القدم.إي يو (الإنجليزية)
- محمد قدوح على موقع ناشيونال فوتبول تيمز (الإنجليزية)
- محمد قدوح على موقع Soccerway.com (الإنجليزية)
- محمد قدوح على موقع كووورة